# François Ignace Schaal
François Ignace Schaal (Colmar, Francia, 5 de diciembre de 1747- Sélestat, Francia, 30 de agosto de 1833) fue un general y estadista francés durante las Guerras Revolucionarias Francesas y el Primer Imperio. Fue uno de los seis hijos (cuatro de los cuales llegaron a la edad adulta) de Jean-Baptiste Schaal, un abogado de Colmar y Anne Barbe Kubler. Schaal es uno de los nombres inscritos en el Arco de Triunfo, específicamente está en la columna 14.

## Carrera militar
Entró en servicio el 1 de agosto de 1768, como alférez en la artillería, y fue nombrado segundo teniente el 8 de mayo de 1770. Cuando comenzó la Revolución Francesa, era capitán en el Regimiento de Nassau (más tarde el 96.º regimiento). Fue ascendido provisionalmente a general de brigada el 8 de marzo de 1793, fue nombrado mayor general el 13 de junio de 1795. Fue oficial de la Real Orden de la Legión de Honor el 18 de abril de 1813, Caballero de la Orden de San Luis el 29 de julio de 1814 y Comendador de la Legión de Honor el 17 de octubre del mismo año. Se casó con Josephine Aglaée Bon Fabry.
Durante la Revolución Francesa, fue uno de los comandantes del ejército republicano, especialmente durante el Sitio de Mainz (1792) y se destacó en Cassel (Mainz). En 1793, poco después de la reorganización militar, fue teniente coronel del 93.er Regimiento, anteriormente el Regimiento del Duque de Enghien; el primer batallón de este regimiento sirvió en el Ejército del Rin al mando de Adam Philippe, conde de Custine; el segundo en Estrasburgo y los granaderos en Mainz. Aunque solo era un general de brigada, estuvo al mando del Ejército del Rin desde el 14 de febrero hasta el 29 de abril de 1795. No había buscado el mando del Ejército del Rin, de hecho, Desaix y otros se habían negado rotundamente a tomar el mando y habían convencido al Comité en París de que Schaal era el hombre para el trabajo, a pesar de que era un brigadista y ellos generales de división, de esta manera, Schaal había tomado el mando en contra de su voluntad, y lo ejerció lo mejor que pudo.
En el enfrentamiento de 1795 en Mainz, Schaal comandó dos columnas, una del Ejército del Rin y la otra del Ejército de Moselle, que se habían separado de sus respectivos ejércitos para tomar Mainz. Sin embargo, cuando llegó el momento crítico, Schaal solo puso el nombre, ya que implementó una estrategia en Mainz que él no había pensado ni aprobado. Se retiró del ejército.
Trató de reingresar en el ejército en 1799, buscando un puesto en el Ejército de Helvetia de André Masséna. Se jubiló por completo el 4 de septiembre de 1815. Fue alcalde de Sélestat de 1800-1807 y un delegado del Bajo Rin para la Asamblea Legislativa desde 1808 a 1812.
Era suegro del general Henri-Jacques Martin de Lagarde, quien se casó con su hija, Marie Augustine (nacida en 1796) en Mainz, el 1 de febrero de 1815.